# Гари Мейдин
Гарет „Гари“ Мейдин (на Gareth Gary Madine) е английски нападател, състезаващ се за Ковънтри Сити под наем от Карлайл Юнайтед.